# My Heart Goes (La Di Da)
My Heart Goes (La Di Da) è un singolo della cantante britannica Becky Hill e del DJ tedesco Topic, pubblicato il 24 agosto 2021 come quinto estratto dal primo album in studio di Becky Hill Only Honest on the Weekend.

## Tracce
Downloa digitale
1. My Heart Goes (La Di Da) – 2:38

Download digitale – Jess Bays Remix
1. My Heart Goes (La Di Da) (Jess Bays Remix) – 2:30

Download digitale – Topic VIP Remix
1. My Heart Goes (La Di Da) (Topic VIP Remix) – 4:15

## Classifiche
| Classifica (2021-22) | Posizione massima |
| -------------------- | ----------------- |
| Germania             | 87                |
| Irlanda              | 6                 |
| Lituania             | 79                |
| Polonia              | 1                 |
| Regno Unito          | 11                |
| Repubblica Ceca      | 65                |
| Romania              | 4                 |
| Slovacchia           | 5                 |